# Stefan Kobel
Stefan Kobel (* 13. Februar 1974) ist ein ehemaliger Schweizer Beachvolleyballspieler. Er spielte auf der Position des Verteidigers.

## Karriere
Kobel versuchte sich in seiner Jugend beim FC Kollbrunn-Rikon zunächst als Fussball-Goalie. Mit 19 Jahren begann seine Volleyballkarriere beim VC Smash Winterthur. Dort lernte er Patrick Heuscher kennen, mit dem er ab 1996 ein Beachvolleyball-Duo bildete. Ihr grösster Erfolg war der Gewinn der Bronzemedaille bei den Olympischen Spielen 2004. Im gleichen Jahr gewannen sie das Worldserien-Turnier in Gstaad und wurden Dritter der Europameisterschaft. Im folgenden Jahr zogen sie in den EM-Final ein und waren bei der World Tour in Paris erfolgreich. 2006 schafften sie neben dem Turniersieg in Roseto degli Abruzzi einen erneuten dritten Rang bei der Europameisterschaft.
Daneben war das Team Heuscher/Kobel auch fünffacher Schweizer Meister (2000, 2002, 2003, 2004 und 2005). Das Duo Heuscher/Kobel wurde 2004 als Schweizer Team des Jahres geehrt.
Ende 2006 gab Kobel seinen Rücktritt bekannt. Sein Partner Patrick Heuscher fand mit Sascha Heyer einen neuen Partner.